# Guerra neurologica
La guerra neurologica è un tipo di guerra ibrida e non convenzionale che prevede l'utilizzo di agenti chimici, biologici e radiologici per provocare l'insorgere nel bersaglio di disturbi, malattie e tumori a livello di cervello e di sistema nervoso.

## Storia

### Il caso Stoessel
Fra il 1953 e il 1976 l'ambasciata statunitense a Mosca fu circondata da una coltre di microonde di origini sconosciute, che avevano una frequenza variabile fra i 2,5 e i 4 gigahertz, che negli anni si sospetta possa avere provocato il deterioramento delle condizioni di salute di decine di addetti della struttura diplomatica e la morte sospetta di alcuni di essi .
La stessa coltre avvolse la residenza dell'ambasciatore, in particolare durante la permanenza di Walter J. Stoessel Jr, che nel 1986 morì a causa di una leucemia particolarmente aggressiva sulla cui reale natura (se insorta naturalmente o se insorta per via delle radiazioni ionizzanti che avvolgevano dimora e luogo di lavoro del capo diplomatico) la comunità medica continua a essere divisa . Le indagini effettuate sulla cappa, che nel tempo è stata ribattezzata il Segnale di Mosca, hanno appurato una correlazione tra essa e l'incidenza di tumori più elevata della media .

### Il caso L'Avana
Tra il 2016 e il 2017 alcuni membri del personale delle ambasciate statunitense e canadese presso L'Avana hanno iniziato a riferire sintomi di un disturbo sconosciuto, in seguito ribattezzato la sindrome dell'Avana, tra cui vertigini, mal di testa, stanchezza, nausea, ansietà, alterazioni sensoriali (tra cui deficit all'udito) e perdite di memoria .
Nel corso del tempo sono state avanzate più ipotesi sulle cause della sindrome dell'Avana, compreso l'impiego di neuro-armi di varia natura, come strumenti a microonde o sonici da parte di governi stranieri, ma l'eziologia del fenomeno rimane al momento insoluta .